# Ilaria Bugetti
Ilaria Bugetti (Prato, 9 novembre 1973) è una politica italiana, sindaca di Prato dal 2024 al 2025.

## Biografia
Laureata in scienze politiche all'Istituto Cesare Alfieri di Firenze, si iscrive ai Democratici di Sinistra alla loro fondazione, venendo eletta nel 1999 consigliere comunale di Cantagallo, comune di cui poi ricoprirà la carica di prima cittadina dal 2004 al 2014.
Nel 2010 viene eletta segretaria della sezione provinciale di Prato del Partito Democratico, ruolo mantenuto fino alla fine del 2013.
Alle elezioni regionali del 2015, viene eletta consigliera regionale nelle fila del PD, venendo poi riconfermata anche alle successive elezioni del 2020.

### Sindaca di Prato
In occasione delle elezioni comunali del 2024, Bugetti diventa la candidata ufficiale della coalizione di centro-sinistra per la carica di sindaco di Prato, sostenuta dal Partito Democratico, dal Movimento 5 Stelle, da Alleanza Verdi e Sinistra e da +Europa, oltreché dalle liste civiche "La Forza del Noi" e "Questa è Prato", risultando eletta al primo turno con il 52,22% dei voti.
Il 13 giugno 2024 è stata proclamata sindaca di Prato; è la prima donna a ricoprire tale incarico.
Il 20 giugno 2025, in seguito all'apertura delle indagini sul suo conto per corruzione da parte della Procura della Repubblica di Firenze, Bugetti comunica la propria volontà di rassegnare le dimissioni dalla carica di sindaca comunale.

## Procedimenti giudiziari
Il 13 giugno 2025, Bugetti ha reso noto di aver ricevuto un avviso di garanzia, in quanto indagata per corruzione dalla Procura della Repubblica di Firenze: secondo l'accusa, che ha anche disposto una perquisizione dell'abitazione e degli uffici comunali a Prato, Bugetti avrebbe ripetutamente favorito gli interessi dell'imprenditore tessile Riccardo Matteini Bresci in cambio di finanziamenti elettorali. L'inchiesta, scaturita da una precedente indagine della Direzione distrettuale antimafia di Firenze sulla criminalità cinese, si è concentrata sui presunti favoreggiamenti agli interessi commerciali di Matteini Bresci, che in cambio avrebbe sostenuto e finanziato Bugetti alle elezioni regionali in Toscana del 2015 e del 2020, e poi anche alle amministrative del 2024 a Prato. La Procura di Firenze ha chiesto al Giudice per le indagini preliminari di disporre gli arresti domiciliari per la sindaca, disposizione non attuata poiché le dimissioni di Bugetti dalla sua carica hanno fatto venire meno le esigenze cautelari.